# DTT i Sverige
DTT i Sverige vedrører fjernsyn formidlet digitalt distribueret via det digitale jordbaserede sendenet i Sverige.
Sverige har i perioden 19. september 2005 til 15. oktober 2007 helt omstillet tv-nettet fra analog til digital udsendelse. Det første område var Visby på Gotland og det sidste område, der blev omstillet, var Skåne og Blekinge.
Sverige, der var et af de første lande, der anvendte den europæiske DVB-T-standard med MPEG-2 video kompression, anvender nu 4 landsdækkende og en næsten landsdækkende MUX – kaldet Nät 1 – Nät 5.
Desuden er der en 6. MUX i Stockholm/Uppsala/Vesterås området, der sender en finsk kanal og en SVT MPEG-4 komprimeret HD kanal.

## Svenske planer
Den svenske regering har i december 2007 besluttet, at alt DTT i fremtiden skal udsendes på UHF kanalerne 21-60, hvor der kan understøttes i alt 6 landsdækkende MUXer ( Nät1-6) efter en nyplanlægning af kanalanvendelsen.
UHF kanalerne 61-69 skal anvendes til andre formål end tv, evt. dog til mobil-tv.
Desuden har den svenske regering besluttet at VHF bånd III ( kanal 5-12 ) skal anvendes til en yderlige landsdækkende DDT MUX – MUX/Nät7. Da VHF kanaler kun er 7 MHz, hvor UHF kanaler er 8 MHz, vil kapaciteten af MUX/Nät7 kun være 7/8 ( 87.5 %) af de øvrige 6 DTT MUXer. 
VHF anvendes nu i mindre omfang – efter planen midlertidigt – i fx Hamborg i Tyskland til digitalt TV. Brugen af VHF til en DTT MUX er en ny og helt ændret politik i Sverige.
Disse ændringer og kanalomlægninger, håber man i den svenske regering, kan være endeligt planlagt og gennemført i løbet af 2009. Det forventes, at der muligvis skal opføres nye sendemaster. Den endelige tidsplan for omlægningen vil bl.a. afhænge heraf.
Den nye kapacitet i MUX/Nät 6 og 7 kan fx blive anvendt til HDTV. Der er almindelig forventning om, at det vil blive anvendt til HDTV med MPEG-4 video komprimering; men regeringen afventer den svenske telestyrelses nærmere planer og forslag. 
Ligeledes er den kommende DVB-T2 standard ikke omtalt af regeringen. Da DVB-T2 imidlertid kan dække et givet geografisk område fra væsentligt færre tv-master end den nuværende DVB-T standard kan og samtidigt udsende ca 50% flere tv programmer pr MUX, vil der nok være stærke økonomiske kræfter, der peger den vej.